# Shionogi
Shionogi & Company (яп. 塩野義製薬株式会社; Shionogi Seiyaku Kabushiki Kaisha) — японская фармацевтическая компания, наиболее известная благодаря разработке препарата Crestor. В списке крупнейших публичных компаний мира Forbes Global 2000 за 2021 год Shionogi заняла 1323-е место (609-е по чистой прибыли, 1131-е по рыночной капитализации).
Компания была основана Гисабуро Сионо в 1878 году для оптовой торговли средствами китайской и японской народной медицины, а с 1886 года также западными препаратами. В 1910 году в Осаке была построена фабрика для собственного производства медикаментов. В 1983 году была построена фабрика в Канегасаки (префектура Ивате). В 2020 году было создано Ping An-Shionogi, совместное предприятие с китайской страховой компанией Ping An Insurance.
Shionogi была соучредителем Ranbaxy Laboratories, производителя дженериков в Индии. В 2012 году компания стала частичным владельцем ViiV Healthcare, фармацевтической компании, специализирующейся на разработке методов лечения ВИЧ.
Акции компании котируются на Токийской фондовой бирже и Осакской фондовой бирже и входит в фондовый индекс Nikkei 225.
Основными рынками сбыта по размеру выручки в 2020/21 финансовом году являются Япония (118,6 млрд иен) и Великобритания (145,5 млрд иен).

## Лекарства
- Avelox, антибактериальный антисептик, который лечит ряд инфекций.
- Claritin, антигистаминный препарат, продаваемый в союзе с Schering-Plough.
- Crestor, лекарство от холестерина, маркетинговые права проданы AstraZeneca в 1998 году.
- Cymbalta, антидепрессант класса ингибиторов обратного захвата серотонина и норэпинефрина (SNRI), продаваемый в союзе с Eli Lilly and Company.
- Differin (разработанный швейцарской фармацевтической компанией Galderma), ретинол для местного применения от прыщей, продаётся в Японии в сотрудничестве с Galderma.
- Fortamet
- Methlyin
- Mogadon, кратковременное лечение бессонницы.
- Mulpleta, агонист рецепторов тромбопоэтина.
- Osphena, агонист рецепторов эстрогена, маркетинговые права проданы Duchesnay в 2017 году[8].
- Symproic, антагонист μ-опиоидных рецепторов для лечения запоров, вызванных опиоидами.
- Xofluza, ингибитор эндонуклеазы для лечения гриппа.

## СМИ
- Shionogi поддерживает тесные отношения с Fuji Television Network, Inc., потому что Shionogi является спонсором «Музыкальной ярмарки» (с 2021 года, транслируемой на 17 телеканалах, включая TV Oita System Co.), начатой в 1964 году.
- Shionogi был главным спонсором Team Lotus в последние годы существования команды с 1991 по 1994 год.

## Дочерние компании
Основные дочерние компании по состоянию на 2021 год:
- Shionogi Pharma Co., Ltd. (Осака, Япония)
- Shionogi Healthcare Co., Ltd. (Осака, Япония, 51 %)
- Shionogi Techno Advance Research Co., Ltd. (Осака, Япония)
- Shionogi Administration Service Co., Ltd. (Осака, Япония)
- Shionogi Career Development Center Co., Ltd. (Хиого, Япония)
- Shionogi Digital Science Co., Ltd. (Осака, Япония)
- Shionogi Business Partner Co., Ltd. (Осака, Япония)
- Shionogi Pharmacovigilance Center Co., Ltd. (Осака, Япония)
- Shionogi Marketing Solutions Co., Ltd. (Осака, Япония)
- UMN Pharma Inc. (Акита, Япония)
- Nagase Medicals Co., Ltd. (Хиого, Япония)
- Shionogi Inc. (Нью-Джерси, США)
- Tetra Therapeutics Inc. (Мичиган, США)
- Shionogi B.V. (Амстердам, Нидерланды)
- C&O Pharmaceutical Technology (Holdings) Ltd. (Шэньчжэнь, КНР)
- Taiwan Shionogi & Co., Ltd. (Тайбэй, Тайвань)
- Beijing Shionogi Pharmaceutical Technology Limited (Пекин, КНР)
- Ping An-Shionogi (Hong Kong) Limited (Гонконг, КНР, 51 %)
- Ping An-Shionogi Co., Ltd. (Шанхай, КНР, 51 %)

|                     | 2011  | 2012  | 2013  | 2014  | 2015  | 2016  | 2017  | 2018  | 2019  | 2020  | 2021  |
| ------------------- | ----- | ----- | ----- | ----- | ----- | ----- | ----- | ----- | ----- | ----- | ----- |
| Оборот              | 282,4 | 267,3 | 282,9 | 289,7 | 274,0 | 310,0 | 338,9 | 344,7 | 363,7 | 333,4 | 297,2 |
| Чистая прибыль      | 20,03 | 27,10 | 66,73 | 40,62 | 44,06 | 66,69 | 83,88 | 108,9 | 132,8 | 122,2 | 111,9 |
| Активы              | 523,2 | 522,2 | 574,9 | 580,6 | 595,1 | 631,6 | 661,5 | 711,4 | 778,7 | 873,7 | 999,0 |
| Собственный капитал | 328,1 | 347,2 | 423,6 | 467,8 | 478,9 | 513,9 | 526,2 | 604,8 | 672,4 | 765,2 | 864,6 |